# Milka Milinković
Milka Milinković (Sanski Most, 7. travnja 1955. – Rijeka, 11. lipnja 2017.), hrvatska paraolimpijka i reprezentativka u atletici. Jedina je osoba na svijetu koja je 10 puta nastupila na Paraolimpijskim igrama. Nositeljica je osam paraolimpijskih medalja te osvajačica prve paraolimpijske medalje u hrvatskoj povijesti, bronce iz Barcelone. Najveći uspjeh bio joj je osvojeno zlato na Paraolimpijadi u Seulu kada je postavila novi paraolimpijski i svjetski rekord u bacanju kugle - 6,05 metara. Jedna je od osnivačica ŠDP “Frankopan” iz Kraljevice. Bila je predsjednica Športskog saveza osoba s invaliditetom Rijeka.

## Športska karijera
Nastupila je na Paraolimpijskim igrama:
- Heidelberg 1972. godine: 60 metara – srebro, koplje – bronca;

- Arhem 1980. godine ; kugla – bronca, koplje – bronca;

- Stoke Mandeville i New York City 1984 godine; koplje – zlato, kugla – bronca;

- Seul 1988. godine kugla - zlato (svjetski i paraolimpijski rekord: 6,05 m);

- Barcelona 1992. godine: koplje – bronca.

Nastupila je u OI u Arnhemu 1980., Stoke Mandevilu 1984., Seoulu 1988., Barceloni 1992., 1996. godine u Atlanti i 2000. godine u Sydneyu, 2008. u Pekingu, 2012. u Londonu. Na svjetskim i europskim prvenstvima osvojila je 17 zlatnih, 6 srebrnih i 10 brončanih medalja.

## Nagrade i priznanja
Dobitnica je niza nagrada i priznanja: 1972.; 1973.; 1977.; 1979. i 1985. godine. Zlatnom plaketom Saveza organizacija fizičke kulture odlikovana je 1980. Športašica godine bila je 1984. i 1985. Nagradu grada Rijeke primila je 1976. godine.
- 1993. godine odlikovana je ordenom predsjednika Republike Hrvatske dr. Franje Tuđmana – Red Danice hrvatske

- 1993. godine Zlatna značka HOO;

- 1995. godine Zahvalnica HOO i Povelja općine Kraljevica;

- 1998. godine Nagrada “Franjo Bučar”;

- 1999. i 2001. godine bila je športašica godine Hrvatskog športskog saveza invalida;

- 2002. godine uručena joj je nagrada za životno djelo Grada Kraljevice i nagrada za dugogodišnji rad i djelovanje u športu osoba s invaliditetom.

## Vanjske poveznice
- Milka Milinković - Najtrofejnija hrvatska paraolimpijka  Arhivirana inačica izvorne stranice od 27. kolovoza 2013. (Wayback Machine)

.